# Schönstatt-Institut Marienbrüder

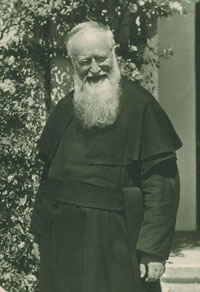
Pater Josef Kentenich, Gründer der Schönstattbewegung

Das Schönstatt-Institut Marienbrüder ist als Gliederung der Schönstattbewegung ein Säkularinstitut der katholischen Kirche für männliche Laien.

## Geschichte
Die Marienbrüder wurden am 16. Juli 1942 vom Gründer der Schönstattbewegung, Pater Josef Kentenich, zusammen mit dem österreichischen Juristen  Eduard Pesendorfer im Konzentrationslager Dachau gegründet. Eine männliche Laiengemeinschaft hatte Pater Kentenich schon in den 1920er Jahren initiieren wollen, aufgrund fehlender Interessenten war es aber bis dato noch nicht dazu gekommen. Nach dem Kriegsende traten in Schönstatt unter der Führung von Pater Alexander Menningen die ersten jungen Männer in die Gemeinschaft der Marienbrüder ein.
Die Gemeinschaft wurde 1993 als diözesanrechtliches Säkularinstitut im Bistum Trier errichtet. Gemeinschaften der Marienbrüder gibt es in Brasilien, Burundi, Chile, Deutschland und Paraguay. In Deutschland gehörten im Jahr 2023 dem Institut 21 Brüder an.

## Gemeinschaft
Die Mitglieder sind keine Priester, aber leben wie die Laienbrüder in Ordensgemeinschaften in gottgeweihter Ehelosigkeit und in Gemeinschaft. In ihrem Alltag gehen sie aber zum Großteil normalen weltlichen Berufen nach und leben so inmitten der Welt die christlichen Ideale. Voraussetzung für eine Aufnahme ist eine abgeschlossene Berufsausbildung oder eine Hochschulzulassungsberechtigung.
Ihre Aufgabe innerhalb der Schönstattbewegung sehen die Marienbrüder in der Unterstützung der Männergemeinschaften (Schönstatt-Männerbund und Schönstatt-Männerliga) und der männlichen Jugend. Sie betreiben unter anderem ein internationales Bildungszentrum in Bonn sowie das Jugendzentrum Marienberg in Schönstatt und einen Schreinerei- und Orgelbaubetrieb in Brasilien.